# Rhizocarpon hochstetteri
Rhizocarpon hochstetteri är en lavart som först beskrevs av Körb., och fick sitt nu gällande namn av Vain. Rhizocarpon hochstetteri ingår i släktet Rhizocarpon och familjen Rhizocarpaceae.  Arten är reproducerande i Sverige. Inga underarter finns listade i Catalogue of Life.

## Källor

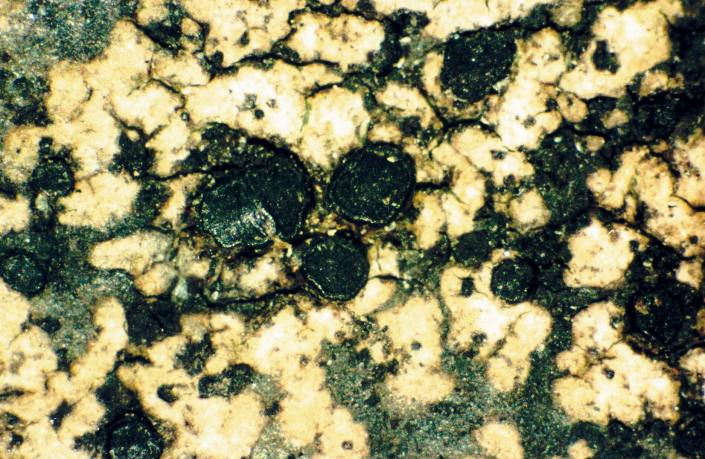
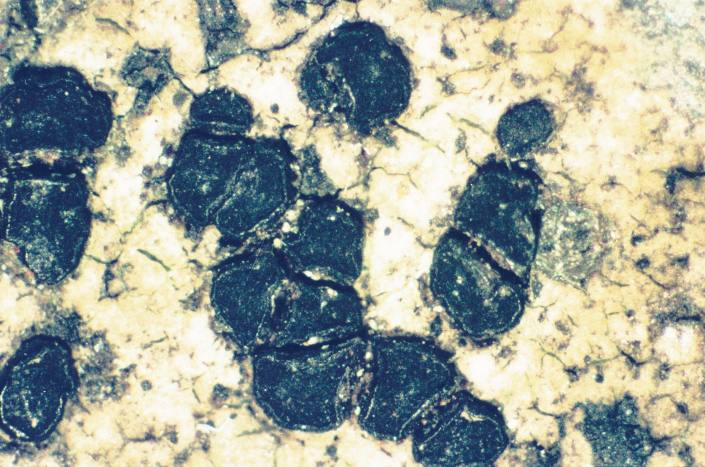
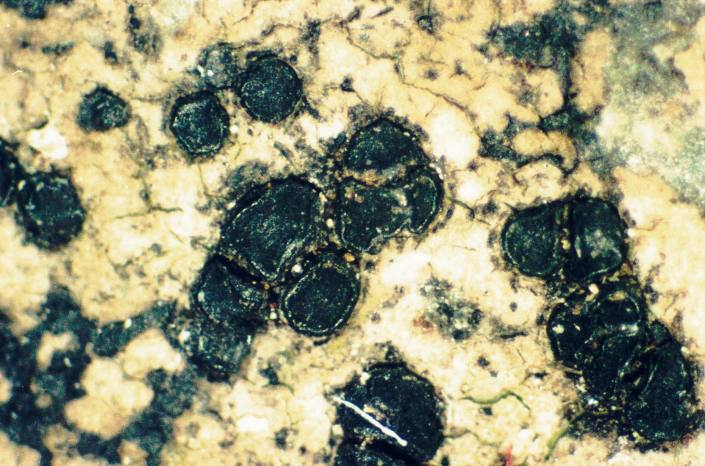
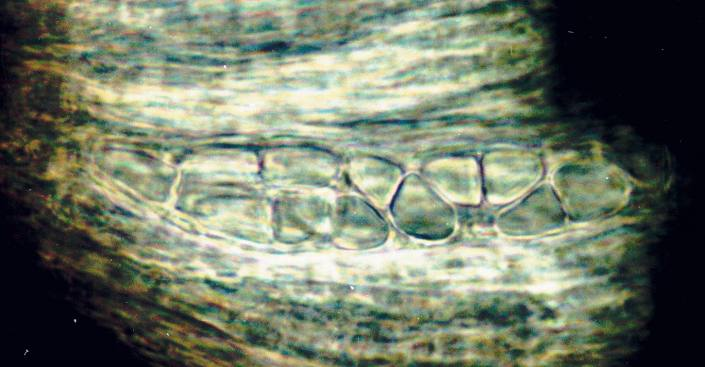
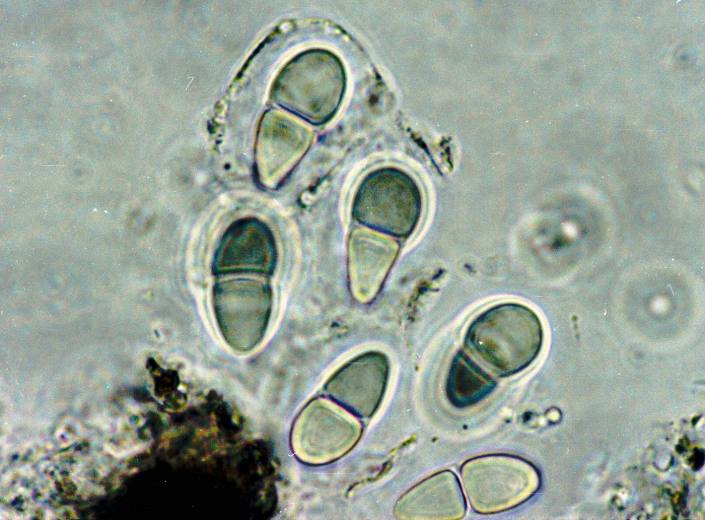
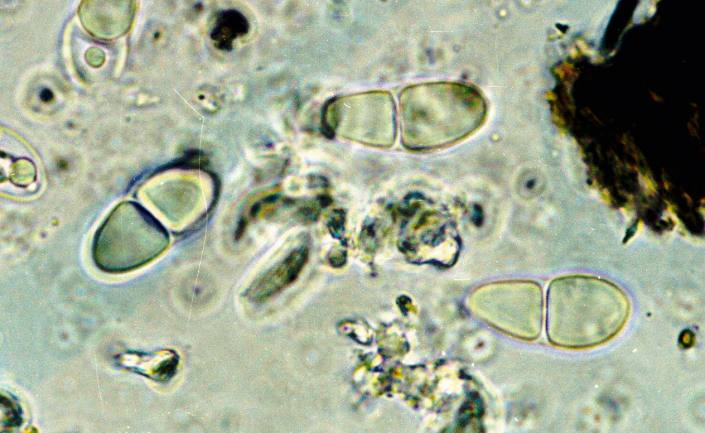
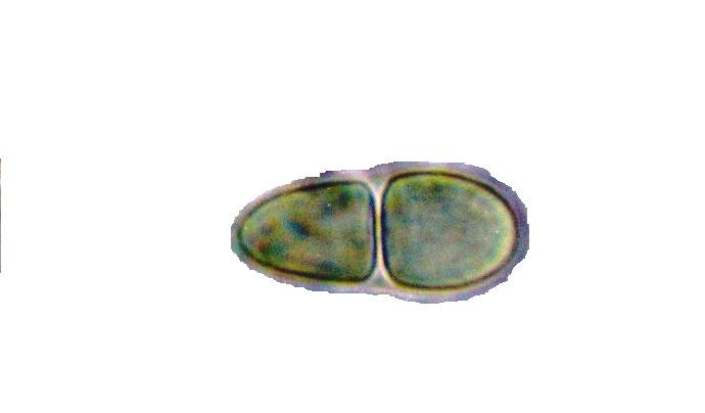
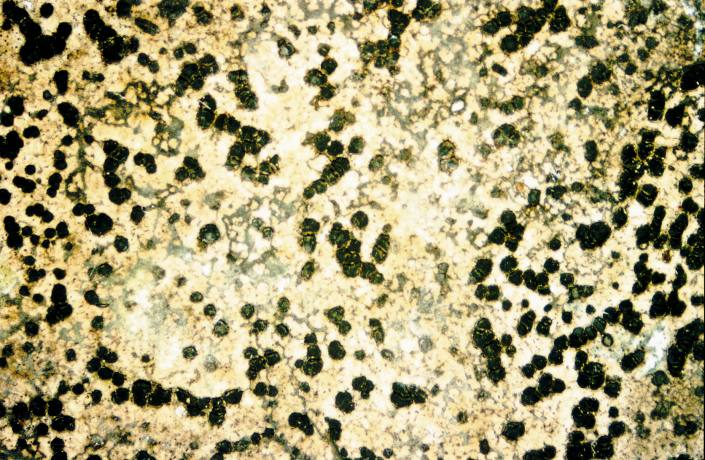